# ヴィチュガ
座標: 北緯57度12分 東経41度55分 / 北緯57.200度 東経41.917度

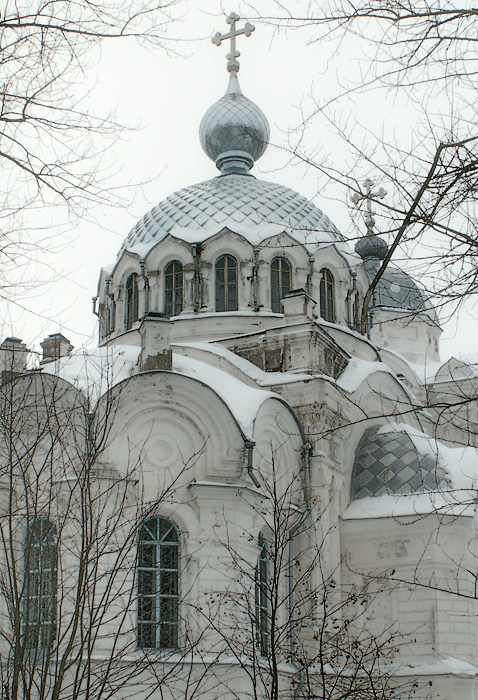
白い復活大聖堂（1904年）

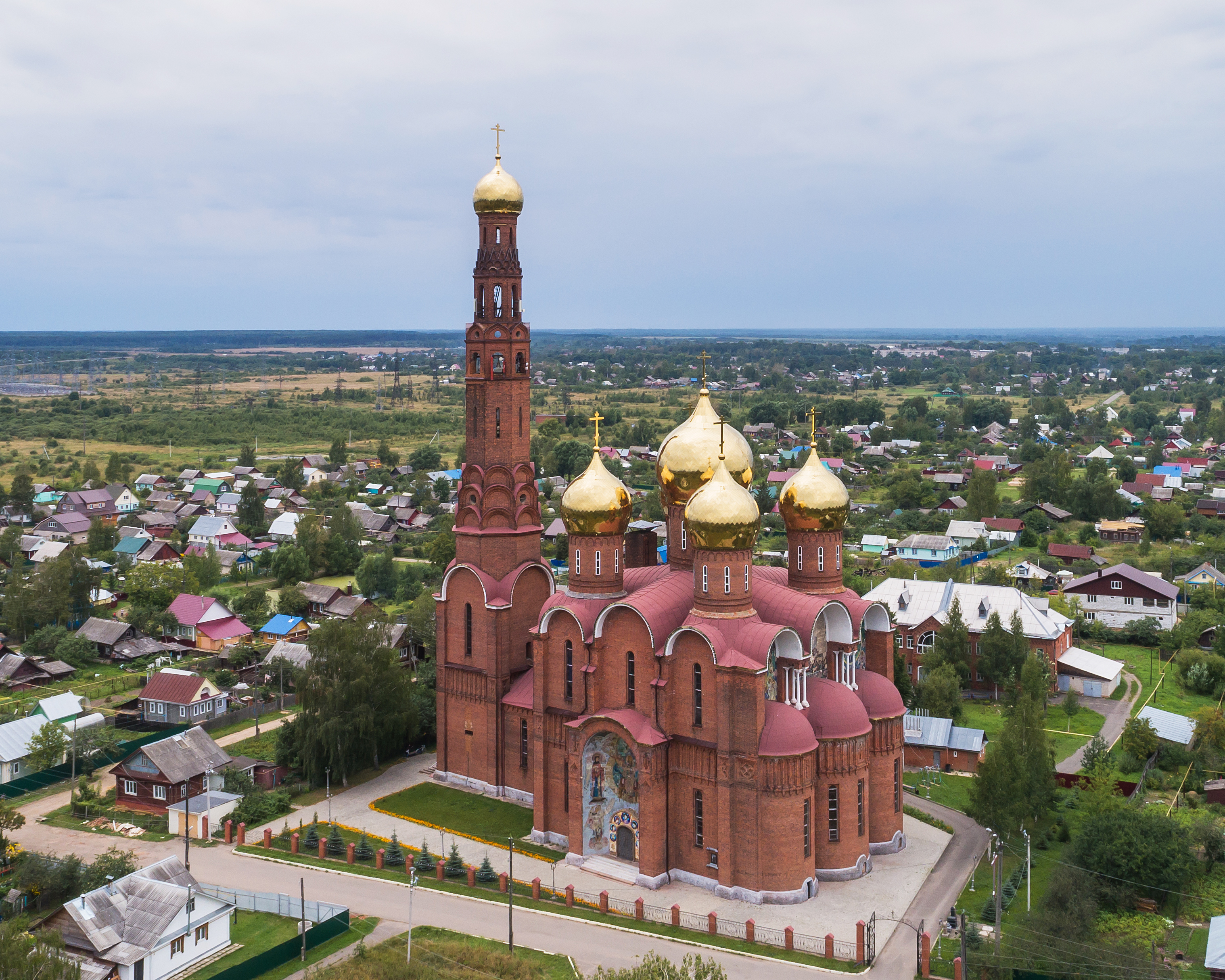
赤い復活大聖堂（1911年）

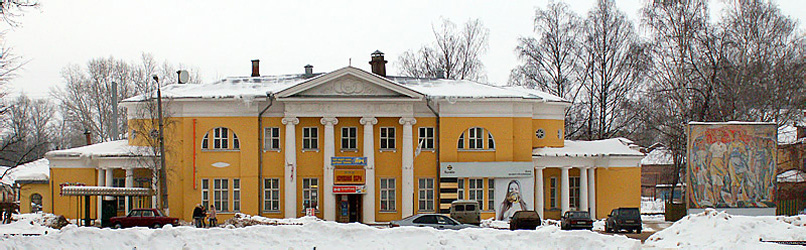
1912年建設の病院

ヴィチュガ（ヴィーチュガ；ロシア語: Вичуга）は、ロシア連邦イヴァノヴォ州の都市。人口は3万694人（2021年） 。

## 地理
ヴィチュガは州の中心からやや北東に位置し、州都イヴァノヴォからは北東へ65キロメートルにあたる。ヴォルガ川の支流、ペシュチャ川の上流に沿う。ヴィチュガ市はイヴァノヴォ州の直轄下にあり、同時にヴィチュガ地区の行政中心地でもある。
1871年に開通したイヴァノヴォ・キネシマ間の鉄道が通る。またロシア連邦道路M7上の町コヴロフからシューヤを経てキネシマへ向かうR71号線がヴィチュガを通る。

## 歴史
ヴィチュガの名は、1504年に書かれたイヴァン3世（イヴァン大帝）の遺書に初出する。
19世紀、ヴィチュガの村とその周辺には繊維工場が建ち、工員の住宅が集まり始めた。1925年にヴィチュガは周辺の村を合併し市の地位を得た。ヴィチュガという名は近くを流れる小川の名に由来するが、これはフィン・ウゴル語派に由来する地名と考えられる。

## 文化
ヴィチュガには1904年に建てられた白い復活大聖堂（Свято-Воскресенская церковь）、1908年から1911年にかけて建てられた赤い復活大聖堂（Воскресенская церковь）、その他、病院や古い工場など20世紀初頭の建築が多く残る。
近くのスターラヤ・ヴィチュガ（古いヴィチュガ）の集落には、18世紀末の貴族の邸宅群が残る。

## 経済
ヴィチュガは数多くの工場がある繊維工業都市である。また機械、製材などの工場も立地する。